# San Juan Hill (Manhattan)

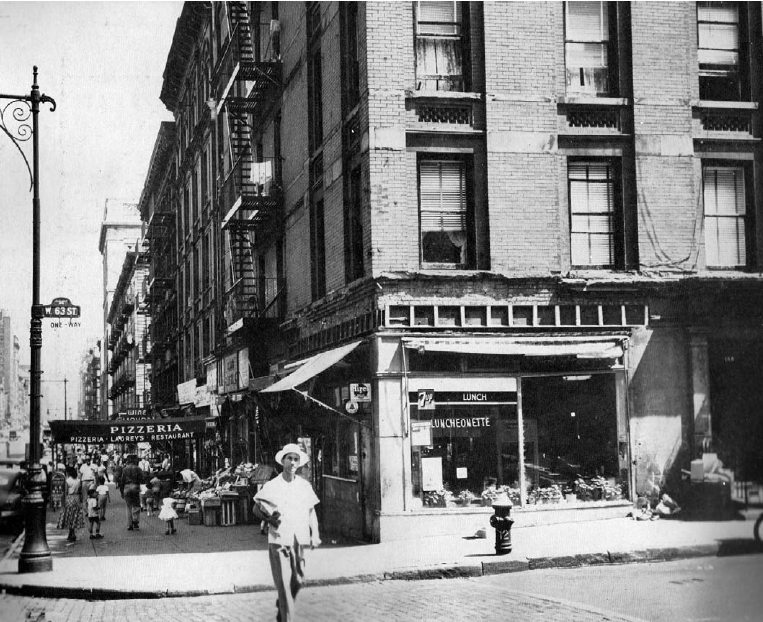
Lakóházak és üzletek sora a 63. utca mentén (1956)

San Juan Hill ma már nem létező, főképp afroamerikaiak lakta munkáskörzet volt Manhattanben, New Yorkban. A színesbőrű közösség a mai Lincoln Square területén élt, az Upper West Side-on. A negyedet az 59. és 65. utca, ill. a 10. és 11. sugárút határolta. 
Az I. világháborúig ez volt New York legnagyobb afroamerikai közössége. Fekete lakosai a 19. század végén húzódtak ide egy korábbi afroamerikai körzetből,  Greenwich Village-nek egykori Little Africa részéből. A közösség fogadta be az 1898-as spanyol–amerikai háború afroamerikai veteránjait, nevét innen kaphatta. A 20. század elején a feketék kezdtek északabbra, a Harlembe költözni. A 'The Jungles'-nek is nevezett negyedben élénk dzsesszélet folyt, többek között a "Jungle Cafe"-nak nevezett klubban. A Harlem felemelkedése előtt San Juan Hill volt az afroamerikai művészet fő helyszíne.

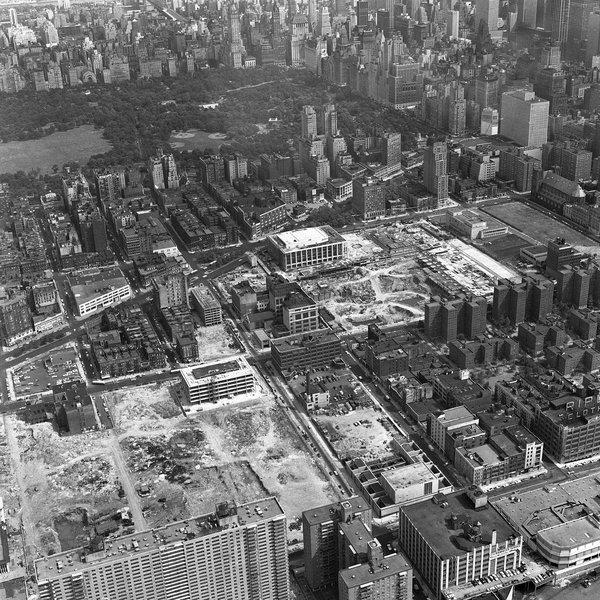
Légifelvétel San Juan Hill lebontásáról (1962)

A 20. század közepén Manhattan középső régiójának városrendezési projektje keretén belül a negyedet teljesen lebontották, helyén épült meg New York legjelentősebb kulturális központja, a Lincoln Center is. 
A negyvenes évek második felében San Juan Hillt nyomornegyednek nyilvánították, és lebontásra ítélték. Már 1947-ben a körzet egy részét felszámolták, bár az 1950-es években a Puerto Ricó-iak száma még növekedett itt, majd a városrendezés keretén belüli további bontások miatt több ezer családnak kellett kiköltöznie. San Juan Hill második világháború utáni átformálását a dzsentrifikáció egyik korai példájának tekintik.
San Juan Hill volt a charleston, a bebop szülőhelye, neves lakói között van Thelonious Monk, James P. Johnson dzsessz-zenészek, Arturo Alfonso Schomburg történész.